# 路德維希·古特曼
路德維希·古特曼爵士，CBE，FRS（英語：Sir Ludwig Guttmann，1899年7月3日—1980年5月18日），暱稱為波帕·古特曼，生於德國西利西亞托謝克，神經科醫生。他是一位猶太人，在二次大戰前移民英國，最著名的事蹟是在英格蘭創立了帕拉林匹克運動會，並在1960年的羅馬正式舉行。
聯合王國曾授與他OBE與CBE勳章。1966年，英女王伊利沙白二世策封他為騎士。

## 早年
路德维希·古特曼 (Ludwig Guttmann) 于 1899 年 7 月 3 日出生于托斯特的一个德国犹太人家庭，当时德国控制的上西里西亚地区，现在是波兰的托泽克。 在他三岁时，他的家人搬到了西里西亚城市 Königshütte（今天的波兰霍茹夫），在那里他于 1917 年通过了人文文法学校的 Abitur  （页面存档备份，存于）（高中期末考试），然后被征召入伍。

## 早期生涯

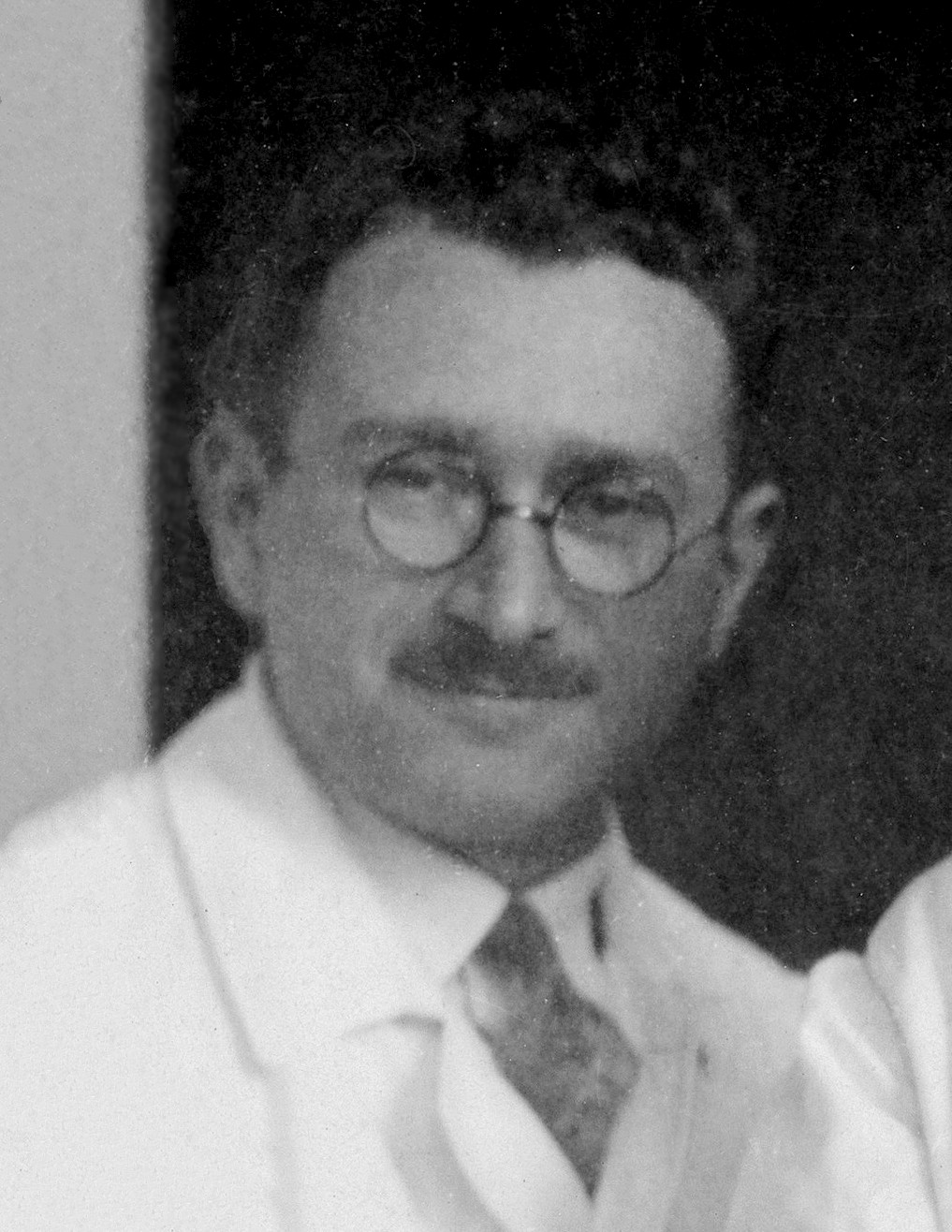

## 晚年
1961年，古特曼创立了国际截瘫医学会，即现在的国际脊髓学会（ISCoS）； 他是该协会的首任主席，一直担任到 1970 年。 他成为该杂志的第一任编辑，截瘫（现名为脊髓）。 他于 1966 年从临床工作中退休，但继续参与体育运动。
Guttmann 于 1979 年 10 月心脏病发作，并于 1980 年 3 月 18 日去世，享年 80 岁。